# 玳眼蝶亞族
玳眼蝶亞族（學名：Ragadiina）是眼蝶族中的一個亞族。當中物種有與大多數眼蝶不同的特徵——後翅中室並非閉合。

## 分類
- 顛眼蝶屬 Acropolis
- 峰眼蝶屬 Acrophtalmia
- 玳眼蝶屬 Ragadia